# Scott Lang
Pour les articles homonymes, voir Lang.
Scott Lang, alias l’Homme-fourmi (Ant-Man) est un super-héros évoluant dans l'univers Marvel de la maison d'édition Marvel Comics. Créée par David Michelinie, Bob Layton et John Byrne, le personnage de fiction apparaît pour la première fois sous le nom de Scott Lang dans le comic book Avengers #181 en mars 1979, puis en tant que l'Homme-fourmi dans Marvel Premiere #47 en avril 1979.
C'est le deuxième personnage à endosser l'identité de l'Homme-fourmi, faisant suite au docteur Hank Pym.
Scott Lang est un ancien détenu et expert en électronique engagé par Stark International, ce qui lui permit de voler le costume de l'Homme-fourmi à Pym (qui avait depuis longtemps abandonné le nom) pour aider sa fille malade. Lorsque Pym le découvrit, il donna le costume à Lang, lui permettant de devenir son successeur.

## Biographie du personnage

### Origines
Avant de devenir le second Homme-fourmi, Scott Lang est un électrotechnicien de génie, employé par Tony Stark (Iron Man) dans son entreprise Stark International.
Pour sauver sa fille Cassandra, Lang se résout à commettre un cambriolage. Il s'empare des conteneurs de gaz rétrécissant et du premier costume d'Hank Pym, le premier Homme-fourmi. Pym lui donne, par la suite, la permission de les garder, sachant qu'il en ferait bon usage.
Lang intègre plus tard des équipes de super-héros comme les Quatre Fantastiques et les Vengeurs.

## Famille
Source : marvel-world.com
- Robert Lang (père, décédé)
- Peggy Rae Burke (ex-femme)
- Cassandra Eleanor Lang (Stinger / Stature, fille)
- Ruth Lang (sœur)
- Carl (beau-frère, nom de famille inconnu)

## Pouvoirs, capacités et équipement

### Capacités
En complément des pouvoirs conférés par son équipement, Scott Lang est un brillant électronicien, particulièrement spécialisé dans les systèmes de sécurité. Pendant le temps où il travailla chez Stark International, il conçut les systèmes de sécurité de l’entreprise, ainsi qu'à une époque ceux du manoir des Vengeurs,.

### Pouvoirs
En tant qu'Homme-fourmi, Lang peut réduire sa taille à volonté, jusqu’aux dimensions d'une fourmi. L'origine de cette transformation est un groupe rare de particules subatomiques (les « particules Pym », découvertes par Hank Pym), un gaz dont la source reste inconnue à ce jour[Quand ?] et qui est stocké dans des tubes portés à la ceinture du costume de l'Homme-fourmi et protégées par un champ magnétique,.
Une grande partie de la masse du noyau de chaque atome affecté par le changement de taille étant converti en particules énergétiques qui gravitent autour du noyau restant, la masse du volume initial reste intact. De ce fait, un coup de poing donné par l'Homme-fourmi réduit à sa plus petite dimension aura la même force que s'il l'avait donné à sa taille normale,.
Une exposition trop fréquente au gaz des particules Pym peut être néfaste pour l'individu. Étant donné que l’usage de ce gaz provoqua une certaine instabilité psychique chez Hank Pym, il est possible que Scott Lang ait été lui aussi affecté, même si cela ne semble pas être apparu chez lui. Il est aussi possible que les problèmes mentaux de Pym aient été simplement accrus par le gaz, ce qui expliquerait pourquoi la personnalité de Lang n’a jamais connu de problèmes similaires, sa psyché restant stable quand il a utilisé son équipement.

### Équipement
En tant qu'Homme-fourmi, Lang porte un casque cybernétique qui lui permet de communiquer avec les fourmis. Le casque peut émettre dans un rayon d'au maximum un kilomètre et demi. Le casque comporte également un système d'amplification sonore qui lui permet d'être entendu de ses voisins malgré sa taille réduite,.
Il utilise des fourmis volantes comme montures pour se déplacer,.

## Apparitions dans d'autres médias
Sauf indication contraire, les informations mentionnées dans cette section peuvent être confirmées par la base de données cinématographiques IMDb,  présente dans la section « Liens externes ».

### Cinéma

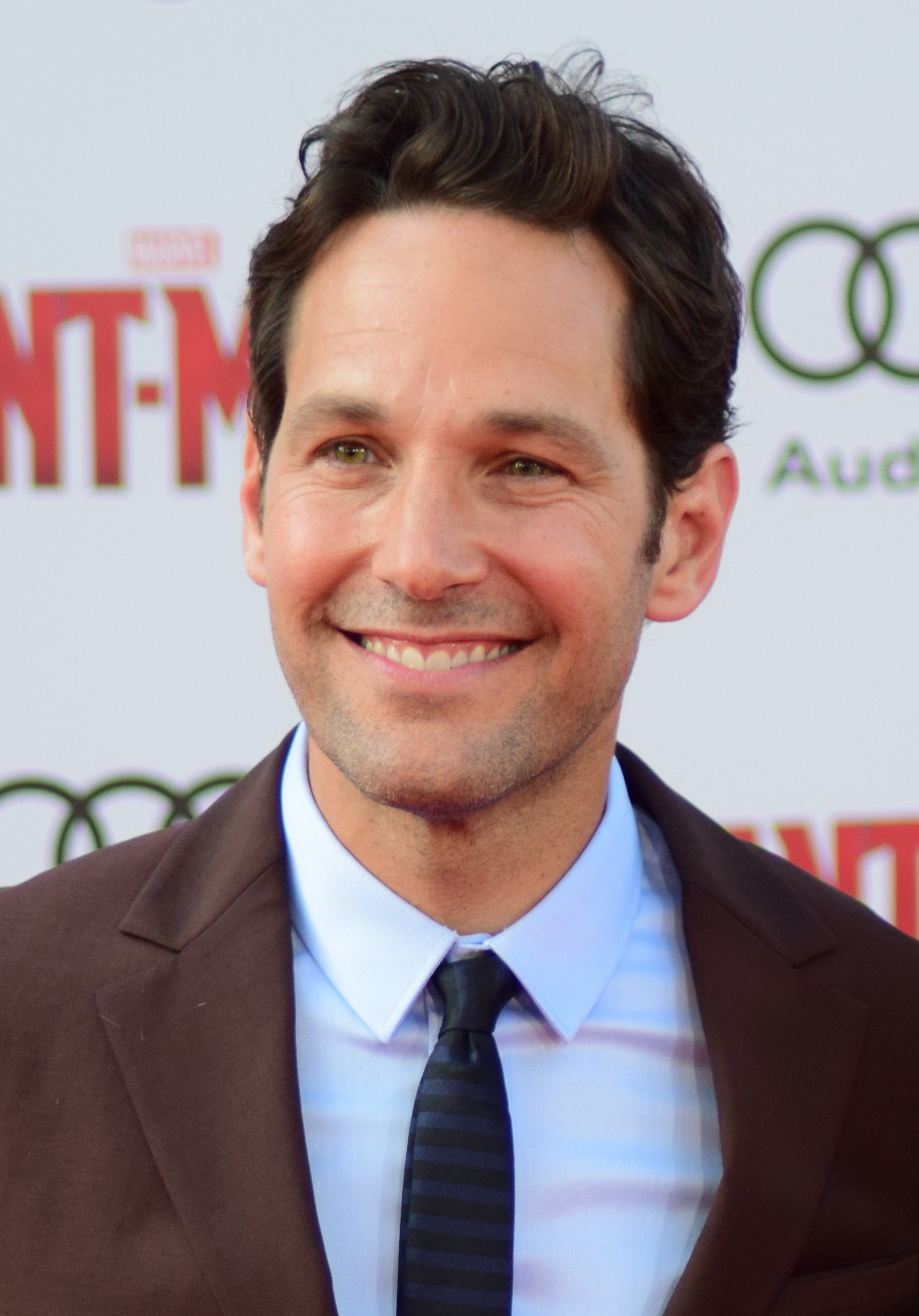
L'acteur Paul Rudd incarne Scott Lang/Ant-Man à partir du film Ant-Man (2015).

Interprété par Paul Rudd dans l'univers cinématographique Marvel
- 2015 : Ant-Man réalisé par Peyton Reed[4]

Scott Lang est un cambrioleur, il vient de sortir de prison et décide de ne plus jamais y retourner. Il se range du bon côté de la loi pour pouvoir profiter le plus possible de sa fille Cassie. Mais il se fait licencier du magasin où il travaillait. Son ami Luis lui raconte qu'un nouveau casse est l'occasion de se faire de l'argent. En acceptant la mission, il s'introduit chez le docteur Hank Pym et lui vole la combinaison d'Ant-Man. Après l'avoir essayée, il s'entraîne avec l'aide du docteur Pym et sa fille Hope à contrecarrer les plans de Darren Cross qui consiste à créer une armée de soldats avec le Yellojacket, une combinaison similaire à Ant-Man. Un combat entre Faucon et lui au QG des Avengers lui valut de se faire remarquer par l'équipe de super-héros.
- 2016 : Captain America: Civil War réalisé par les frères Anthony et Joe Russo

Scott Lang est contacté par Faucon et Captain America pour se battre aux côtés d'eux à l'aéroport de Leipzig contre l'équipe d'Iron Man. À la fin du combat, il est enfermé au Raft puis libéré par Captain America.
- 2017 : Spider-Man: Homecoming de Jon Watts

Il apparaît dans une vidéo filmée par Peter Parker.
- 2018 : Ant-Man et la Guêpe (Ant-Man and the Wasp) de Peyton Reed

Ayant passé un accord avec les autorités, Scott Lang est assigné à résidence sous contrôle du FBI. Depuis son voyage dans la Dimension subatomique, il fait d'étranges rêves qui révèle à Hank Pym que sa femme Janet est toujours en vie et avec Hope, ils élaborent un plan pour la ramener. Mais ils se retrouvent confronté à un adversaire capable de traverser les matières et de devenir invisible : le Fantôme. Sans compter qu'une organisation criminelle spécialisée dans le trafic de technologie se mêle de la partie.
- 2019 : Avengers: Endgame d'Anthony et Joe Russo

Scott Lang parvient à s'extraire de la Dimension subatomique, dont il était prisonnier et découvre que cette dimension leur permet de voyager dans le temps. Il participe ensuite à la bataille finale contre les forces de Thanos.
- 2021-2023 : What If...? (série télévisée d'animation)
- 2023 : Ant-Man and the Wasp: Quantumania de Peyton Reed

### Télévision
- 2012 : Avengers : L'Équipe des super-héros (série d'animation)
- 2014 : Ultimate Spider-Man (série d'animation)
- 2014-2019 : Avengers Rassemblement (série d'animation)